# Si menor
Si menor (abreviatura en sistema europeo Sim y en sistema americano Bm) es la tonalidad que consiste en la escala menor de Si, y contiene las notas si, do sostenido, re, mi, fa sostenido, sol, la y si. Su armadura contiene 2 sostenidos.
Su relativo mayor es Re mayor, y su tonalidad homónima es Si mayor.
Las alteraciones para las versiones melódicas y armónicas son escritas si son necesarias.

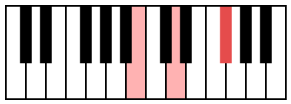
El acorde de tríada: Si - Re - Fa♯.

## Usos
Considerando que Si menor está estrechamente vinculado a Re mayor, porque es su relativa mayor (tercer grado de si), Si menor no es tan usada como tonalidad principal en la música clásica. 
En la música barroca, Si menor fue considerada como la tonalidad del sufrimiento pasivo. 
Es una tonalidad muy común en el rock, folk, country y otros estilos guitarrísticos debido a la afinación estándar de la guitarra causa que toda las cuerdas al aire sean grados de la escala de Si menor.

## Obras clásicas famosas en esta tonalidad
- Johann Sebastian Bach: Misa en si menor, BWV 232.
- Antonio Vivaldi: Concierto para cuatro violines y cuerdas, RV 580.
- Franz Liszt: Sonata (S 178).
- Frédéric Chopin: Preludio n.º 6 (Op. 28 n.º 6).
- Robert Schumann: Sinfonía "Fahrenkrog" (inconclusa).
- Piotr Ilich Tchaikovski: Sinfonía n.º 6.